# Takarazuka Revü

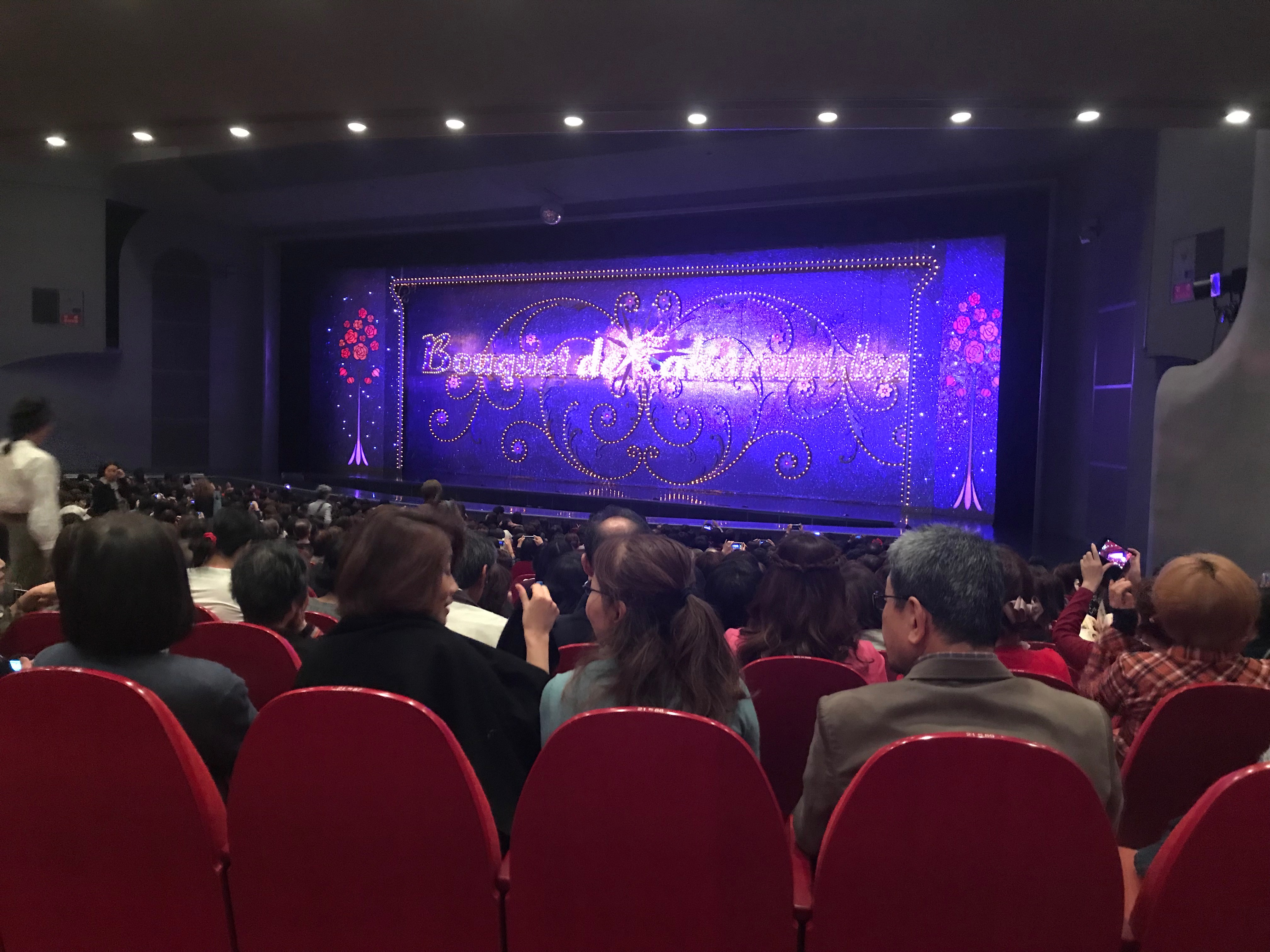
A Takarazuka Nagy Színház színpada

Takarazuka Revü (宝塚レビュー), vagy Takarazuka Operatársulat (宝塚歌劇団, Takarazuka Kagekidan) a neve Japán több, mint száz éves múlttal rendelkező, csak női színészekből álló japán musical-színházának. Eredetileg egy fürdőváros népszerűsítésére hozták létre, az akkor népszerű kórusok mintájára. Mára egy két színházépülettel és saját TV-csatornával rendelkező, fényűző, nyugati stílusú darabjairól híres színházzá nőtte ki magát.
Alapvetően kétféle színész van: otokojaku, aki férfi szerepeket játszik, illetve muszumejaku, aki lány szerepeket játszik.

## Története

### Az alapítás 1913-1920

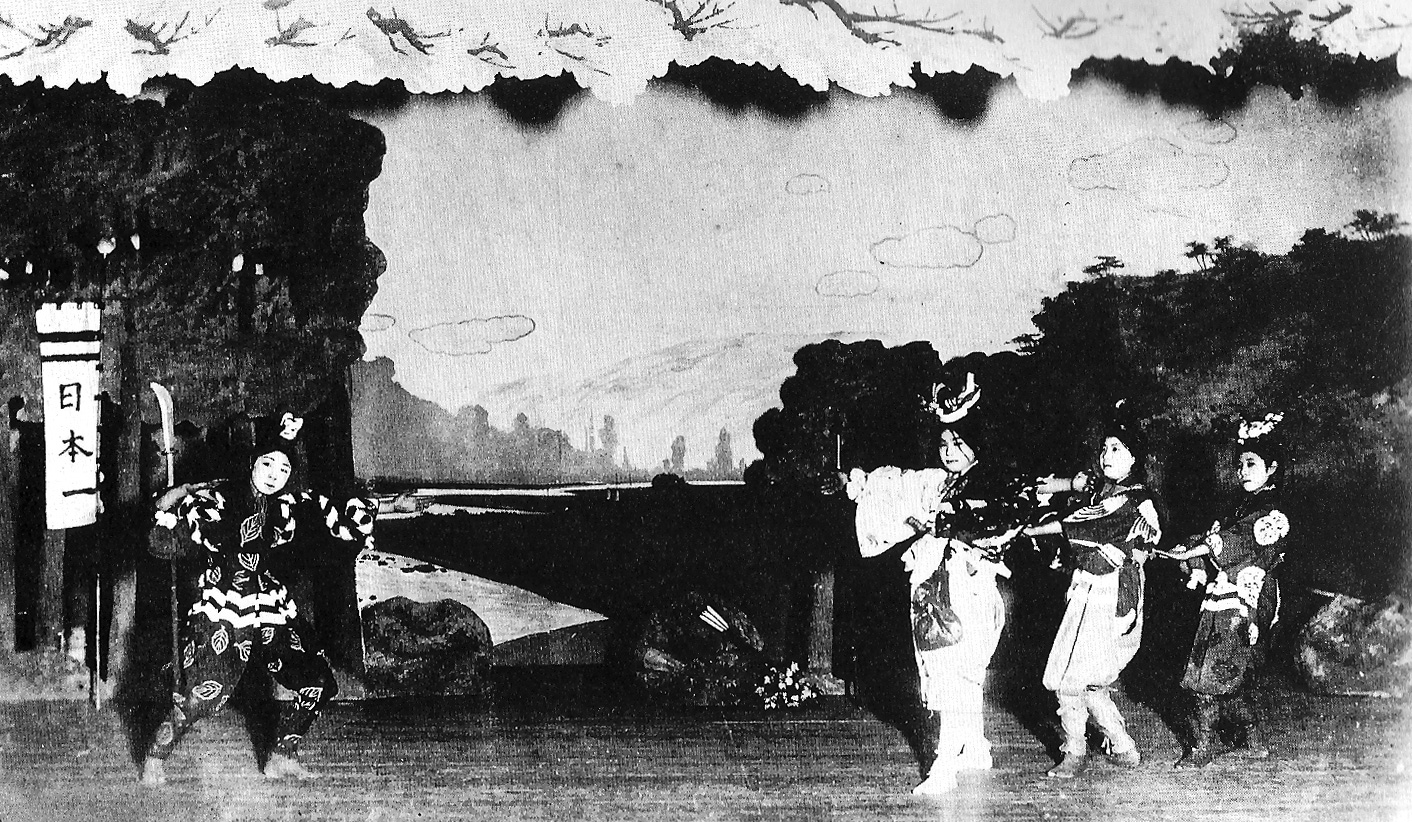
Az első előadás – Donburako

Kobajasi Ichizó (小林一三), a Minó-Arima Elektromos Vasút vezetője 1913-ban alapította meg Takarazuka városban a Takarazuka Revü elődjét, a Paradise fürdőt. Takarazuka város egy, Oszakához közeli fürdőváros, amely a Kobajasi által vezetett vasúttársaság Hankju-vonalán található. A fürdő – és a város – népszerűsítésének céljával alapította meg a Takarazuka Kórus (Takarazuka Sókatait). Ennek ihletője a Tokióban, a Micukosi gofukuten szupermarket által 1910 körül alapított, nyugatias stílusú fiúbanda nők és gyerekek körében való népszerűsége lehetett.

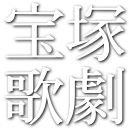

Kobajasi kifejezetten figyelt arra, hogy az akkoriban fennálló előítéleteket eloszlassa. A Edo-kor osztályrendszere szerint az előadókat a társadalom peremére szorították. Ugyan 1913-ra ez az osztályrendszer már nem volt érvényben – ahogy 1877-től a nőket a színpadtól eltiltó 1629-ben létrehozott törvény sem -, az emberekben mégis maradtak fenntartások a színésznőkkel szemben. Kobajasi kifejezetten a jó családokból (rjóke, 領家) származó lányok jelentkezését szorgalmazta, hogy ezzel is biztosítsa a kórus jó hírnevét. Továbbá, szigorúan tiltotta a diákok és a (nem a kórusnak dolgozó) férfiak közötti kapcsolatot, hogy elkerülje a rosszindulatú pletykákat.
1913 decemberében Kobajasi átnevezte a társulatot, ami ez után Takarazuka Leányok Operaképzési Egyesülete (Takarazuka sódzso kageki jószeikai) néven futott – mivel úgy gondolta, hogy egy kórushoz képest egy operatársulat nagyobb vonzerővel bír.
A társulat 1914 áprilisában tartotta első előadását.
1919-ben megnyitotta kapuit a takarasienne-képző Takarazuka Zenei és Operaiskola (Takarazuka ongaku kageki gakkó, 宝塚音楽歌劇学校), egy privát iskola, ahol két évet tanulnak a diákok színpadra lépés előtt. Jogilag az összes előadó diáknak minősül, amíg a társulatnál van – ezért is hívják a társulattól való távozást “ballagásnak”. Az eddig Takarazuka Leányok Operaképzési Egyesületének (Takarazuka sódzso kageki jószeikai) hívott társulatot ekkor nevezik át Takarazuka Leányok Operatársulatának (Takarazuka sódzso kagekidan).

### Az első japán revü korszaka 1921-1933
A társulat előadói először 1921-ben oszlottak ketté – a Virág és a Hold (Hana, 花 és Cuki, 月) társulatokra -, hogy minél több előadást tudjanak tartani. 1924-ben jött létre a Hó (Juki, 雪) társulat, 1933-ban a Csillag (Hosi, 星), és végül 1988-ban az Ég (Szora, 空).
1923-ban leégett mind az addig használt színpad, mind az iskola épülete – így lett lehetőség megépíteni Takarazuka Nagyszínház (Takarazuka daigekidzsó, 宝塚大劇場) első verzióját. A ma álló épületet 1993 januárjában adták át – az előző színházat lebontották és egy 2500 fős nézőtérrel rendelkező színházat építettek a helyére.

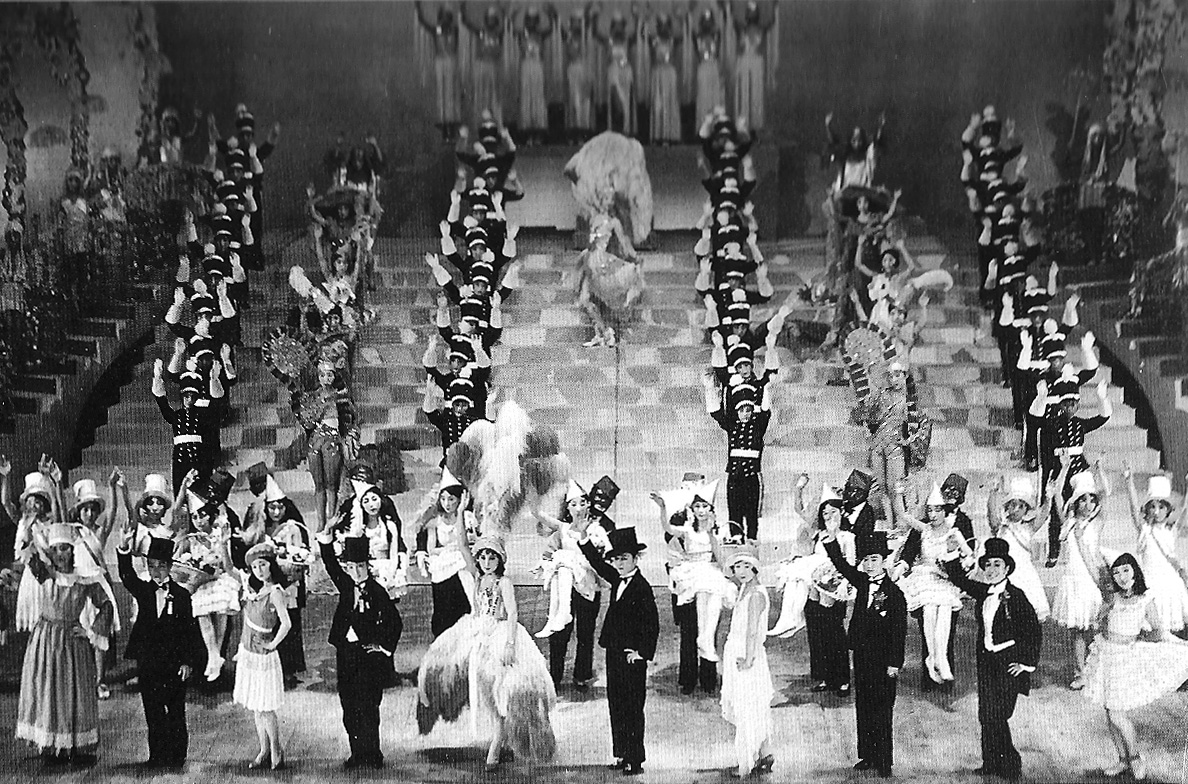
Parisette, 1930

1927-ben revü-stílusú előadás, a Mon Paris színpadra kerül.
Kezdetekben a színpadon kívül az összes előadó nőiesen öltözködött – kimono és fölötte viselt olívazöld hakama, az 1930-as évekig hosszú hajviselettel. Az első otokojaku, aki rövid frizurát vágatott Katoda Asiko volt, egy rivális revü színészének példáját követve. A legtöbb diák gyorsan követte Katoda példáját, és hamar a rövid haj lett az norma az otokojakuk számára.
1930-ban lett megfogalmazva a társulat mottója “tisztán, helyesen és gyönyörűen” (清く、正しく、美しく, kijoku, tadasiku, ucukusiku), részben azért, hogy az addigra már a színpadon kívül is férfiasan öltözködő otokojakuk moralitását megvédje.

### A háború korszaka 1934-1945
Az 1930-as évek második felében a Revü már filmek készítésével is próbálkozott. Az első filmet 1938-ban adták ki, ebben még takarasienne-ek játszották a mind a férfi, mind a női szerepeket. Viszont hiába lett ez a megoldás elfogadott a színpadon, a mozivásznon nem lett sikeres, így a 40-es évektől már csak női szerepeket játszottak.
Az első film kiadásával egy évben, 1938-ban indult első tengerentúli turnérája a társulat – 30 takarasienne adott elő összesen 26 városban Németországban, Lengyelországban és Olaszországban. 1939-ben 40 előadó és 60 fő kisegítő személyzet turnézott a Hawaii-szigeteken és Amerikában – a nyugati parton nagy népszerűségük volt, New Yorkban viszont megbukott az előadás, részben a kellő reklámozás hiánya miatt, részben a növekvő japán-ellenesség miatt.
Ahogy egyre közeledett a háború, egyre több kritikát kapott a Revü – a fényűző ruhák, kimonók, frizurák és kozmetikumok, amiket a színpadon használtak, mind szembe mentek az akkori irányelvekkel. Emiatt a több iskola is megtiltotta a diákjainak, hogy az előadásokra járjanak. A színészeket megvádolták azzal, hogy nem hazafiasak, a darabokról pedig azt állították, hogy a nyugati gondolatok és liberalizmus melegágyai. A Revü megoldása erre végül az lett, hogy több japán stílusú/japánban játszódó előadást (nihonmono, 日本物) tartottak – illetve vannak darabok, amikről feltételezik, hogy vagy katonai szervek megrendelésére, vagy katonai szervek által lettek írva.
A takarasienne-ek hivatalos, színpadon kívüli egyenruhája ekkor változott a selyemkimonó fölött viselt hakamáról műszálas anyagból készült, blézeres-szoknyás egyenruhára.
1944-ben az iskola távolról érkezett diákjait hazaküldték, mivel nem tudták a biztonságukat garantálni – a helyi lakosokból pedig létrehozták a Takarazuka Zenei és Tánciskola [Női] Önkéntes Alakulatát(Takarazuka Ongaku bugjó gakkó [dzsosi] teisintai), és egy közeli repülőgépalkatrész-gyárban dolgoztak, amikor nem adtak elő. Végül 1944 március 1-én az összes nagy színházat bezáratták, köztük a Takarazuka mindkét színpadát, ezért a Revü a háború végéig csatlakozott a Japán Mozgó Színházak Szövetségéhez.

### A háború utáni időszak 1945-1970
1945 szeptemberétől a megszállói cenzúrához illeszkedve elhagyták a nemzeti témájú darabokat, és a háborút dicsőítő revüket, és fokozatosan visszaemelték a nyugati témájú előadásokat. A Takarazuka városban állomásozó külföldi katonák körében nyert népszerűségnek köszönhetően jóval hamarabb kaphatták vissza a Nagy Színházat, mint egyéb társulatok. A tokiói színházukat (Tóhó gekidzsó, 東方劇場) 1954-ben kapták vissza.
Az 1960-as évektől a Revü fokozatosan átvesz színdarabokat a Broadway-ről, 1965-ben pedig sor került az első háború utáni külföldi turnéra, ezúttal Párizsba. A nyugati darabok átvétele erős hatással volt a nemek reprezentálására, és a színjátszás módjára is. Több híres külföldi rendező is vendégrendezett: Gemze de Lapp (Oklahoma), Sammy Bayes (West Side Story), Tommy Tune (Grand Hotel) és Linda Habermann (Takarazuka Jume).

### Gazdasági buborék 1970-1994
Az 1970-es évektől fogyatkozott mind a nézők, mind az iskolába jelentkezők száma – ennek oka feltehetőleg a televíziózás és mozik növekvő népszerűsége volt. Ekkor vezették be azt a szokást, hogy az elsőévesek fegyelmezésében a másodévesek is közreműködnek – ebbe beleértendő, hogy innentől az osztálytermek, és az iskola környékének takarítása az elsőévesekre hárult, a másodévesek felügyelete mellett.

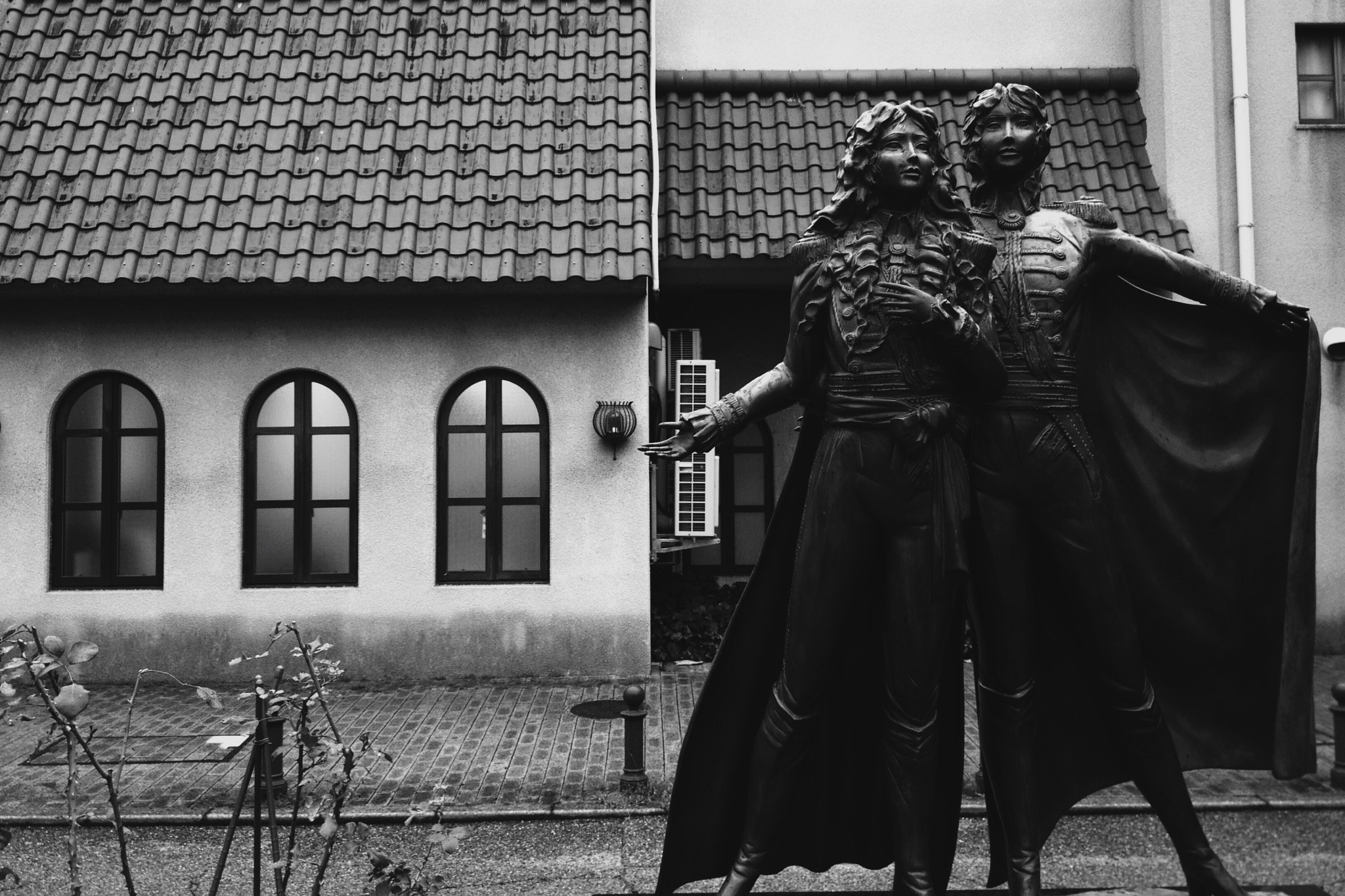
Szobor a Versaille rózsája c. darab két főszereplőjéről

1974 döntő változást hozott a Takarazuka Revü történelmében: Augusztusban adták először elő a Versailles rózsáját (Beruszaiju no bara, ベルサイユのばら) – az Ikeda Rijoko népszerű mangája alapján írt darabot. Ennek a darabnak több szövegkönyve is létezik – mind Ueda Shindzsi írta, különböző szereplők nézőpontjára fókuszálva. A darabok ma is népszerűek, gyakran egy évben több verzió is újra előadásra kerül – 2014-ben például 3 különböző verzió, 4 szereposztásban került színpadra.
Három évvel később, 1977-ben Ueda ismét egy nagyon népszerű előadást írt – az Elfújta a szél (Kaze to tomo ni szarinu, 風と共に去りぬ) feldolgozására összesen 1,34 millió jegy kelt el az első két évben.
Az 1995-ös Hansin-Avadzsi földrengés után átmenetileg visszaesett a nézőszám, de a következő években visszaállt a földrengés előtti állapot. A gazdasági buborék kipukkanása nem volt negatív hatással a színházra – átlagosan 93%os volt a kihasználtsági arány, feltehetőleg azért, mert a Takarazuka alkalmas volt a hétköznapokból való elmenekülésre. Ezt alátámasztja, hogy a Takarazuka Revü egyik definíciója önmagáról az, hogy "álmokat ad el" (jume o uru, 夢を売る).

### Az ötödik társulat létrehozása 1994-
1994-ben, amikor eldőlt, hogy a Tokiói színházban (Tokió takarazuka kageki, 東京宝塚歌劇) is állandóan lesznek előadások, létrehozták az ötödik, Szoragumi nevű társulatot a Revün belül.
A Takarazuka Revü 2004-ben ünnepelte az első előadás 100. évfordulóját – ennek ünneplésére több, régi darabot is újra előadtak, illetve a 100 éves évfordulót ünneplő revüt is írtak.

## Miért tudott ennyire sikeres lenni?
Kobajasi felismerte, hogy a 20. század elejére a nőknek és a gyerekeknek is rendelkezésére állt mind idő, mind elegendő jövedelem ahhoz, hogy egy új szolgáltatás célcsoportjai lehessenek. A Revü a mai napig a családanyák szabadidejéhez igazítja az előadásait, nagy arányban késő délelőtti és kora délutáni időpontok vannak, a négy óra utáni időpontok az előadások maximum negyedét teszik ki.
Ekkoriban nagyon népszerű volt a Singeki színház is (nyugatias stílusú, nőket is színpadra állító Új Színház), amihez – nyugati sémája miatt hasonlított a Takarazuka Sótakai is.
A jelenleg is tartó sikerhez hozzájárult, hogy 1958-tól rendszeresen megjelentek Takarazukával foglalkozó műsorok a Kanszai Televízión – mind előadások, mind talk show-szerű programok -, majd végül 2002-ben saját csatornát is kapott a színház Sky Stage néven, így az egész országban lehetőség volt népszerűsíteni a Revüt.
A Revü boltjában – a Quatre Rêvesben – a rajongók megvehetik az előadásokról készült DVD-ket, CD-ket, az előadások szövegkönyveit, magazinokat és az egyes takarasienne-ekhez vagy társulatokhoz kapcsolódó egyéb árukat (tollakat, táskákat, naptárakat). A DVD-k, a saját csatorna és a Hankjú-vonal vonatain elhelyezett hirdetések mind nagyban elősegítik a Revü népszerűsítését.

## Szerkezeti felosztás

### Top Star rendszer
Minden társulatnak van két Top Star ranggal rendelkező tagja – egy otokojaku és egy muszumejaku -, együtt ők a Golden Combi. Ők állnak a társulaton belüli hierarchia tetején, minden főszerepet meghallgatás nélkül ők kapnak. Őket követi a nibante, a második legmagasabb rangú otokojaku (esetenként a sanbante is, a harmadik legmagasabb rangú otokojaku); illetve a kumicsó, aki a társulat legidősebb tagja. Előfordul, hogy a kumicsó nem az adott társulat állandó tagja, hanem egy, a Szenka társulattól kölcsönkapott színész.
A ranglétrán csak felfelé lehet menni – ezért a Top Star számára a következő lépés már a ballagás, a színház elhagyása.

### A társulatok
1913-as alapításakor egy társulat volt a színházon belül; ez mára 5+1 re bővült. Ennek a bővülésnek több oka is van: egyrészt ahogy nőtt a színház népszerűsége, úgy lett lehetőség bővíteni, másrészt, mivel a hierarchia nem enged egy társulaton belül kettőnél több Top Star rangú színészt, ezért idővel szükség volt az eredeti társulaton kívül is helyekre, ahol a népszerű színészek Top Starok lehettek.

#### Virág társulat (花組Hanagumi)

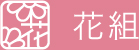
Virág társulat

1921-ben jött létre. Gyakran mondják, hogy a Takarazuka Revü szerencséje a Virág-társulat szerencséjét követi. A tagok általános készségein kívül népszerű színpompás előadásai miatt – ahogy a nevéhez illik. Több otokojaku Top Star is került ki innen a társulat hosszú pályafutása alatt.
Top Star: Aszumi Rio
Top Muszumejaku Star: Hana Juki

#### Hold társulat (月組,Cukigumi)

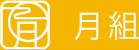
Hold társulat

A Virág társulattal együtt, 1921-ben jött létre. Nem csak hogy japán első revüjét a Mon Paris-t, hanem a Versailles rózsáját, és az Elfújta a szelet is ez a társulat adta elő először. Hold tradíció a csoportkoreográfiákra való aprólékos figyelem.
Top Star: Tamaki Rjó
Top Muszumejaku Star: Miszono Szakura

#### Hó társulat (雪組,Jukigumi)

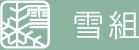
Hó társulat

A társulatot 1924-ben iktatták be, ugyanabban az évben, amikor a Takarazuka Nagy Színház megnyitotta kapuit. Ez a társulat adta elő először az Elizabeth-et, de sok japán munkát is – mint például a Csúsingura (42 rónin), a Dzsin, vagy a Az álmodozó és a remete – Maeda Kendzsi ( 一夢庵風流記　前田慶次, Icsimuanfurjuki Maeda Kendzsi).
Top Star: Nozomi Fúto
Top Muszumejaku Star: Maaja Kiho

#### Csillag társulat (月組,Hosigumi)

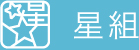
Csillag társulat

A Csillag társulat 1933-ban jött létre, amikor a Tokiói Takarazuka Színházat megnyitották. Gyakran olyan előadásokat tartanak, ahol a hangsúly a delejező otokojakun van – például “Szerelmem a hegyen túl nyugszik”, vagy “Háború és Béke”.
Top Star: Makoto Rei
Top Muszumejaku Star: Maiszora Hitomi

#### Ég (vagy: Világegyetem, Űr) társulat (宙組,Szoragumi)

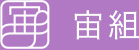
Ég társulat

A színház akkor hozta létre az Ég társulatot, amikor elhatározták, hogy egész évben tartanak előadásokat a Tokiói Takarazuka Színházban. Ez 65 évvel követte az előző, Csillag társulat alapítását, és innentől számítjuk az öt-társulatos felállás kezdetét. A társulat nevét az űr egyik kandzsijával (宙, csú) írják, viszont egy ritka olvasatot használnak, ami ugyan az, mint az ég (空, szora) kandzsijának olvasata.
Top Star: Makaze Szuzuho
Top Muszumejaku Star: Hosikaze Madoka

#### Kiemelt tagok (専科, Szenka)

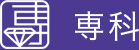
Senka

A Szenka tagjai nem tartoznak egyik társulathoz sem. Szükség szerint bármelyik társulatnál kisegítő, speciális készségekkel rendelkező előadók. Új csavart adnak az előadásokhoz, illetve segítenek a fiatalabb előadók oktatásában. Színe: szürke.
Otokojaku: Todoroki Jú

## Egytakarasienneéletpályája

### Felvételi
Az Takarazuka Zenei és Operaiskolába 16-19 éves korban lehet jelentkezni. Vannak, akik évekig készülnek különböző iskolán kívüli órákkal – például az Ongaku Gakkó által Oszakában tartott, vasárnapi balett, japán tánc és énekórákon. Oszakában és környékén, illetve Tokióban is sok egyéb lehetőség is van akár ex-takarasienne által tartott órákon is részt venni.
A jelenlegi felvételi vizsga a következő részekből áll: egy, a vizsgázó által nem ismert balett-gyakorlat (amit az iskola egy tanulója mutat meg) kis gyakorlás utáni bemutatása, egy előre gyakorolt dal eléneklése, egy ismeretlen dallam kottából felolvasása és egy interjú, ahol bemutathatják egyéb, speciális képességüket. A felvételi különlegessége, hogy azonos szintű képességek esetén egy évek óta különórákra járóhoz képest kedvezőbb lehet annak a felvételizőnek az elbírálása, aki csak pár hónapja kezdett készülni – mivel ez arra utal, hogy az adott jelentkező gyorsan tanul és jó alkalmazkodóképessége van.

### A képzés
Az iskola két évig tart, a második év végén az egyik társulat előadásán az összes végzős egyszerre debütál (hacubutai).
Az első évben (joka) táncórák (klasszikus balett, modern, sztep és japán klasszikus táncok), énekórák (szóló és kórus), színjátszás-órák, hangszer-órák és egyéb zenei és színpadi elméleti és gyakorlati órák vannak.
A második évben (honka) különválnak az otoko- és muszumejakuk – az otokojakuk levágatják a hajukat – és az óráik egy részét is külön tartják. Hat hónappal a hacubutai előtt le kell adni három “színpadnév-javaslatot” (geimei), mivel a színészek születési nevét sehol nem teszik közzé.

### A társulatnál
A diákok ez után még két évig visszajárnak az iskola óráira. A hierarchia az iskola után is fennmarad – az iskolából frissen a színpadra került (más szóval: kenkjúka ichinen vagy ken-icsi – elsős végzős) takarasienne-ek vannak legalul, és minél több évet töltött valaki a színpadon, annál nagyobb tekintéllyel bír. A hetedik végzős évig (ken-nana) szoktak a színdarabot követő revü elején a rokett-számban, illetve a zöldfülűek előadásán (sindzsin kóen) részt venni.
A társulaton belüli felemelkedés két részből áll: mennyi ideje végzett az iskolában a takarasienne, illetve mennyire népszerű a rajongók körében. A Revü kisebb színpadjain lehetőség van a nem-Top Star-ok számára is főszerepet kapni – ami remek alkalom az adott takarasienne népszerűségének felmérésére.

## Az előadások felépítése
Az előadások alapvetően két részből állnak: egy színdarabból, és egy ezt követő revüből. A színdarab lehet nyugatról átvett (Rómeó és Júlia, Elizabeth) vagy a Revü forgatókönyvírói által írt. A revü aláfestése a színdarab betétdalainak áthangszerelt verziója.

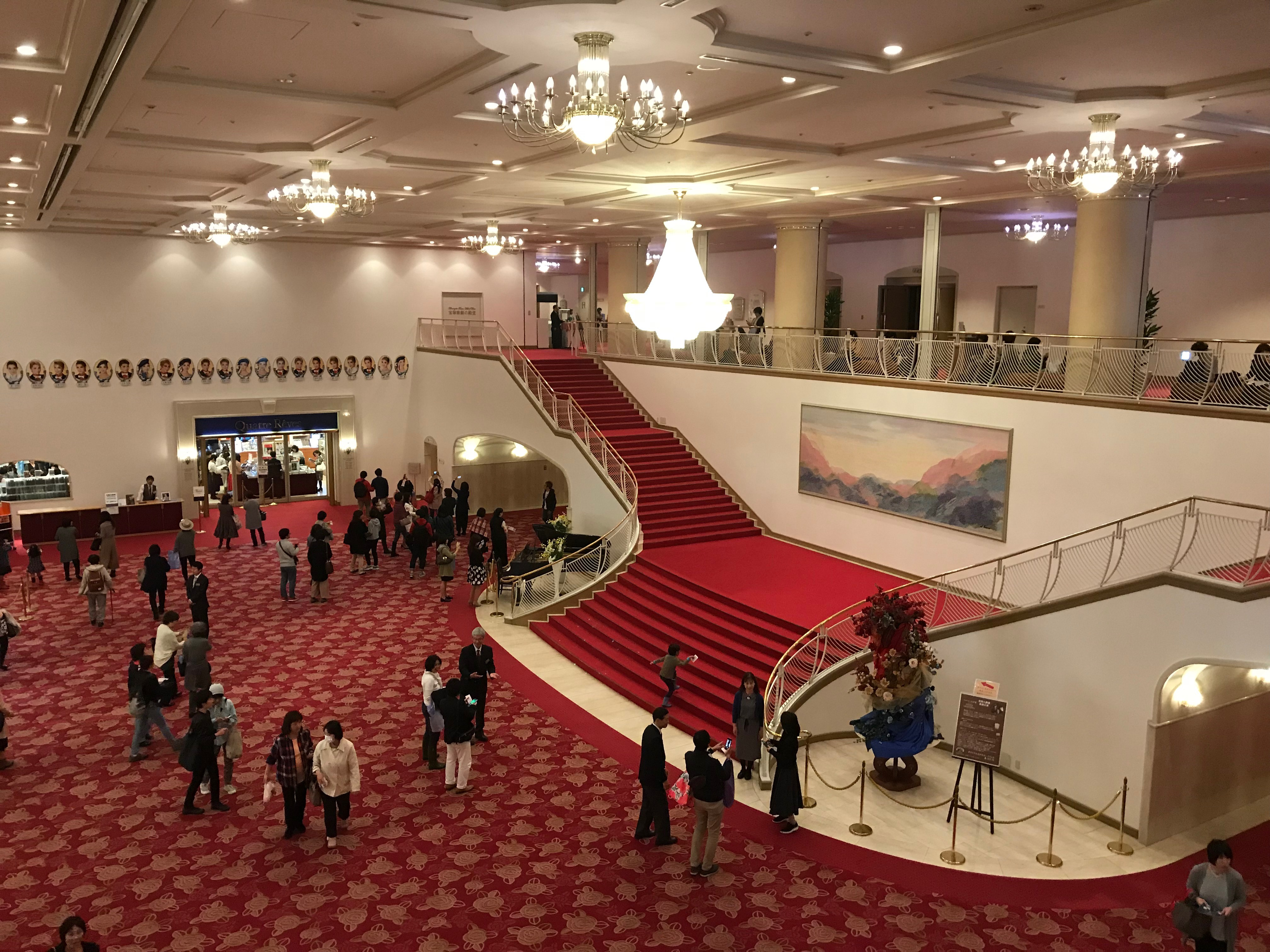
A Takarazuka Daigekidzsó belülről

Egy átlagos revü a következő részekből áll:
- nibante-dal: a társulat nibante-rangú tagja elénekli a főszereplő legikonikusabb dalát
- rokettek – a francia revüket idéző sortánc ken 1-7es takarasienne-ek előadásában
- Top Star tánc – az otokoyaku Top Star tánca muszumejakukkal
- otokojaku tánc – a darabban fellépő otokoyakuk össztánca, a Top Star vezetésével, gyakran egy boléro-stílusra átírt zenével
- pair dance – a két Top Star tánca
- parádé – a színpadra állított lépcsőn való levonulás és meghajlás. Két kiemelt része lehet: (ha van ilyen) az legelső, aki lejön (az étoile – csillag), illetve minél később sétál valaki le a lépcsőn, annál fontosabb a társulaton belül. Az étoile gyakran szokott egy kiemelkedően jó hangú muszumejaku, vagy Szenka tag lenni, a Top Star pedig utoljára jön le és hajol meg. Mindenki a darabban viselt legdíszesebb jelmezét viseli, a Top Staroknak nem ritkán külön ruhát varratnak csak erre az egy alkalomra.

## A Takarazuka Revü által előadott nyugati darabok

### Eredeti zenével előadott musicalek, operetták
- A cigánybáró
- A muzsika hangja
- A víg özvegy
- A vörös pimpernel
- Az operaház fantomja
- Can-Can
- Copacabana
- Elisabeth
- Ének az esőben
- Ernest in Love/Szilárdnak kell lenni
- Grand Hotel
- Gumiláb
- Hogyan legyünk sikeresek az üzleti életben
- Le Roi Soleil
- Me and My Girl
- Mozart L'opéra Rock
- Oklahoma
- Rómeó és Júlia
- West Side Story

### Zeneileg átírt musicalek, operák
- A haramiák
- Aida (mint: Egy dal a királyságokért: Aida)
- Carmen (mint: Szenvedély: Jose and Carmen)
- Dean
- Don Juan
- Manon
- Oedipus Rex
- Turandot (mint: A főnix legendája – Calaf &Turandot)
- Véronique

### Shapespeare fel- és átdolgozások
- A vihar
- Antonius és Kleopátra
- Hamlet
- Julius Caesar (mint: Hajnali Róma)
- Két nemes rokon
- Othello (mint: Elveszett dicsőség – Gyönyörű illúzió)
- Szentivánéji álom (mint: PUCK és Shakespeare-álom)
- Téli rege
- Vízkereszt, vagy amit akartok (mint: Epiphany és Vízkereszt, vagy amit akartok)

### Egyéb színdarabok
- Alt Heidelberg (mint: Karl Heinrich fiatalkora)
- Fauszt
- Kean
- Marius
- Túl nagy család

### Regények
- Alexandr Szergejeveics Puskin: A kapitány lánya, Anyegin
- Alexandre Dumas: Monte Cristo grófja, A vasálarcos férfi, Margó királyné
- Anthony Hope: Zenda foglya
- Boris Pasternak: Dr. Zsivágó
- Charles Dickens: Két város regénye, Szép remények
- Dosztojevszkij: Karamazov testvérek
- Emily Brontë: Üvöltő szelek
- Ernest Hemingway: Akiért a harang szól
- F. Scott Fitzgerald: A nagy Gatsby, Az utolsó cézár
- John Steinbeck: Édentől keletre
- Johnston McCulley: Zorro
- Lev Tolsztoj: Anna Karenina, Háború és béke
- Margaret Mitchell: Elfújta a szél
- Maurice Leblanc: Le Dernier Amour d’Arsène Lupin
- Orczy Emma: A vörös pimpernel
- Oscar Wilde: Dorian Gray arcképe
- Pierre Choderlos de Laclos: Veszedelmes viszonyok (mint: Romanesque Mask)
- Saint Exupéry: A kis herceg (mint: Icarus)
- Stendhal: Vörös és fekete, A pármai kolostor
- Vicente Blasco Ibáñez: Blood and Sand
- Violet Winspear: Blue Jasmine
- Voltaire: Candide (mint: Magnificent Fantasia)

### Nyugati történelem vagy legendák alapján
- Al Capone – a Sebhelyes titka – Al Capone élete alapján
- Saint-Exupéry – A pilóta, aki a Kis herceggé vált – Antoine de Saint-Exupéry élete és munkássága alapján
- Lancelot – Az Artúr-mondakör alapján
- Az utolsó party: S. Fritzgerald utolsó napja – F Scott Fitzgerald élete alapján
- Hajnal Solferino-ban – Henri Dunant élete – Henri Dunant élete alapján
- Trafalgar ~Nelson szerelme és csodája~ – Horatio Nelson és Emma Hamilton afférja alapján
- JFK – John F. Kennedy élete alapján
- Napoléon, a férfi, aki sohasem alszik – A szerelem és dicsőség végén – Napoléon élete alapján
- Nijinszki – A tánc csodálatos istene – Vaclav Fomics Nyizsinszkij élete alapján
- Robert Capa: A lélek képe – Robert Capa élete alapján
- Azúr pillanat – Szt. Germain gróf élete alapján
- The radio Prince: Edward VIII ~The Love that Cost the Crown~ – VIII. Eduárd élete alapján

### Filmek
- Amerikai Pite
- Casablanca
- Der Kongreß Tanzt
- Furcsa pár
- Dis moi oui (mint: Egy hosszú tavasz végén)
- Ocean's 11
- Tiszt és úriember
- Valahol, valamikor

## Fogalomszótár
- Aisó  – Becenév. A takarasienne-ek nem csak színpadi nevet, hanem becenevet is választanak – ezt a becenevet használják egymás között.
- Bow Hall – a Takarazuka Nagyszínház mellett található 500 fős kis színpad. Kísérleti darabokat szoktak itt előadni, gyakran a felemelkedő színészek kapnak itt lehetőséget főszerepre.
- Dai-undókai – Nagy sportnap. Ahogy néhol Magyarországon is, úgy japánban is szokás az iskolákban sportnapot tartani. Mivel a Takarazuka Revü formálisan iskola, ezért 1922-óta a Revü is tart sportnapot – újabban 10 évente -, egy nagy sportcsarnokban – amire természetesen a rajongók vehetnek jegyet. Többek között futásban, akadálypályán, kötélhúzásban és székfoglalóban mérik össze a társulatok az erejüket.
- Étoile – csillag (fr.) A parádé nyitódala. Kiemelt helynek minősül.
- Fan klubok – minél régebb óta van a Revünél egy színész, annál nagyobb az esélye, hogy alakul rajongói klubja. A rajongók egyrészt leveleket szoktak írni a színésznek, illetve van, hogy ajándékokat is küldenek. A rajongói klubok minden előadás előtt és után ki szoktak vonulni a színház színészbejárójáhóz, az iridére.
- Golden Combi – arany kombináció. Az adott társulat két Top Star-ja.
- Hana no micsi  – virágút. A Takarazuka nagy színpadjainak két oldalán található, a közönség széksorai mellé elhúzódó "nyúlvány".
- Hanamicsi – szintén virágút. A kabuki színpad egyik elemének elnevezéséről vette át a nevet, a nézőtér sorai közötti átjárók, ahol a színészek néha bevonulnak a darab közben.
- Hacubutai – a Takarazuka Zenei Iskola végzős diákjainak első előadása.
- Iride – szó szerint: "be és ki". A fanklubok a művészbejárónál felsorakozva köszöntik a színészeket – ekkor van lehetőség levelek átadására a színészeknek.
- Kenkjúka/ken – végzős osztály. Aki egy éve végzett az ongaku gakkóban, az ken-1, aki két éve az ken-2 és így tovább.
- Kumicsó – a legrégebben az adott társulatnál játszó takarasienne.
- Line dance – sortánc. Egy kánkán stílusú tánc, hacubutai, illetve a revük része.
- Muszumejaku – női szerepeket játszó takarasienne.
- Nibante – az adott társulaton belül a második legmagasabb rangú otokojaku.
- Nihonmono – japán témájú és stílusú előadás.
- Ocsakai – teadélután. Esemény, ahol a rajonkódnak lehetőségük van találkozni egy adott takarasienne-el.
- Otokojaku – férfi szerepeket játszó takarasienne.
- Quatre Rêves – Négy Álom (fr). A Takarazuka Revü hivatalos boltja.
- Rokett tánc – sortánc. Egy kánkán stílusú tánc, hacubutai, illetve a revük része.
- Sindzsin kóen – Zöldfülű előadás. Ken-7-ig vehetnek részt benne a takarasienne-ek.
- Sky Stage – a takarazuka hivatalos TV-csatornája.
- Szumire kód – ibolya kód. A takarasienne-ek és a rajongók által betartott íratlan szabályok.
- Takarasienne – a Paris-parisienne mintjájára képzett szó, jelentése: Takarazuka-előadó
- Takarazuka Ongaku Gakkó – Takarazuka Zenei Iskola, ide járnak a takarasiennek két évek a színpadralépés előtt.